# Проспект Хіміків (Черкаси)
Проспе́кт Хі́міків — проспект в Черкасах, який є головною вулицею мікрорайону Хімселище.

## Розташування
Починається від Великого кола (вулиці Смілянської). Простягається на південний схід до вулиці Героїв Холодного Яру (окружної дороги). На початку проходить по великому мосту над залізницею, в кінці також має переїзд через залізничні рейки. До проспекту примикають багато вулиць та провулків. Друга половина проходить через промислову зону, тому тут немає житлових будинків.

## Опис
Проспект широкий, по 2 смуги руху в кожен бік, на всьому протязі облаштований дротами для руху тролейбусів. В центральній частині закладений парк Хіміків.

## Походження назви
Проспект раніше був частиною вулиці 30-річчя Перемоги, але через великий розрив Великим колом та мостом через залізницю був відокремлений і до 1992 року носив назву XX Партз'їзду. Названий через розташування в мікрорайоні Хімселище.

## Будівлі
По проспекту розташовані Палац спорту «Будівельник», тролейбусне депо, ТОВ «Черкаське хімволокно», Черкаська ТЕЦ, завод цинкування металу «Метал Інвест» та інші дрібні промислові підприємства.

## Світлини

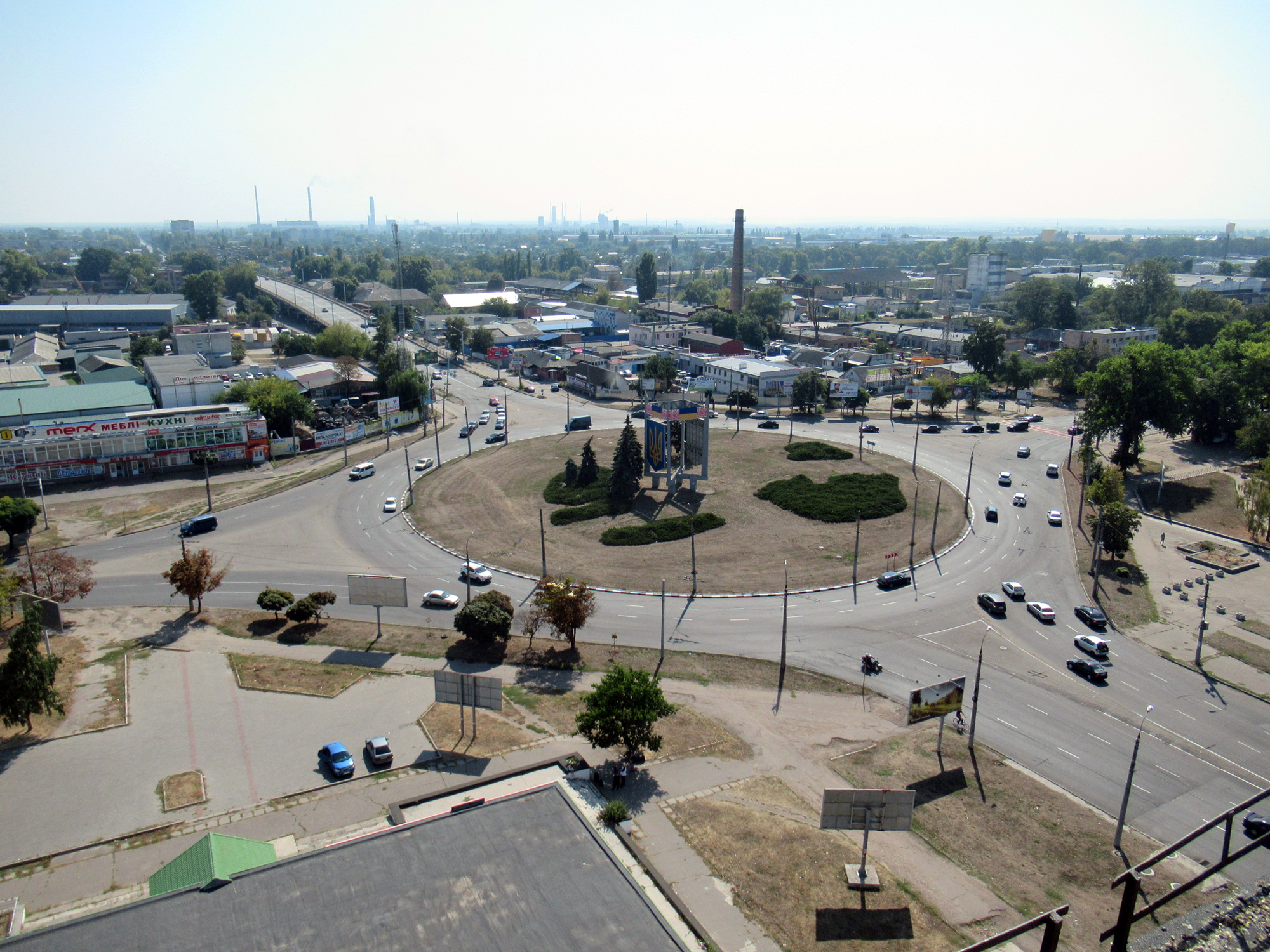
круг на пл. Перемоги, просп. Хіміків від кола і до обрію
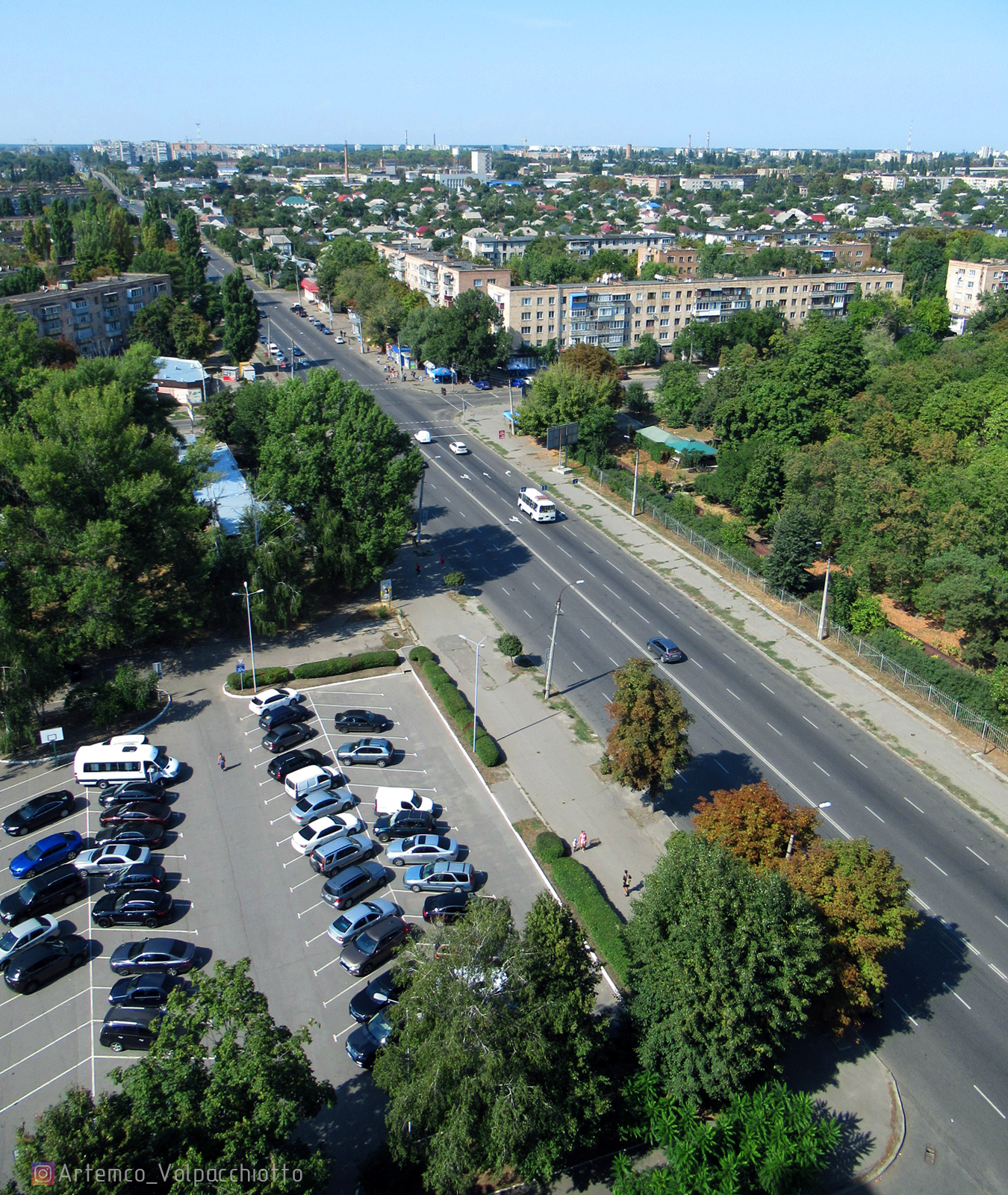
проспект від парку Хіміків до початку, праворуч прилучається вул. Самійла Кішки
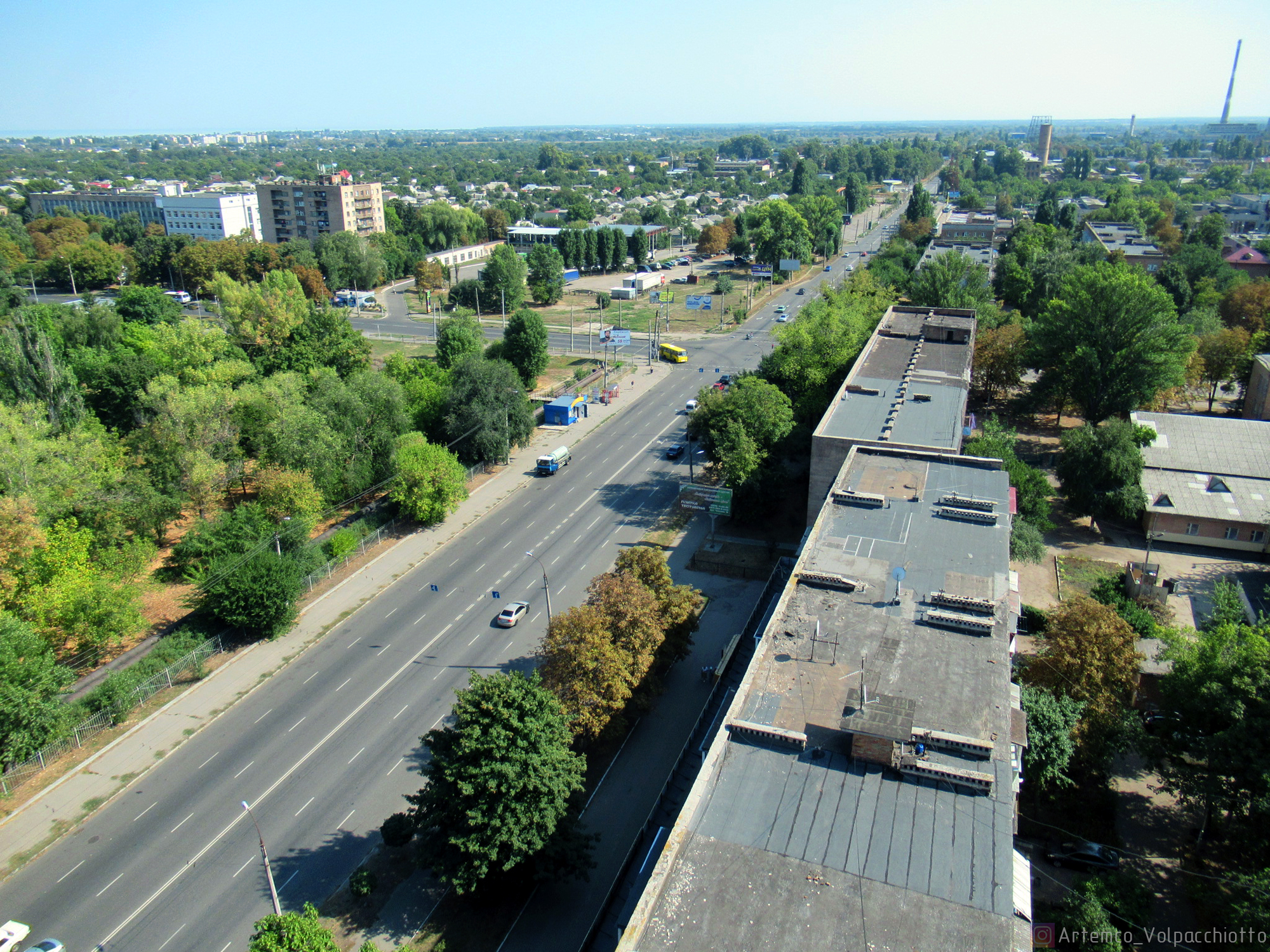
проспект від парку Хіміків до кінця, ліворуч прилучається вул. Чорновола
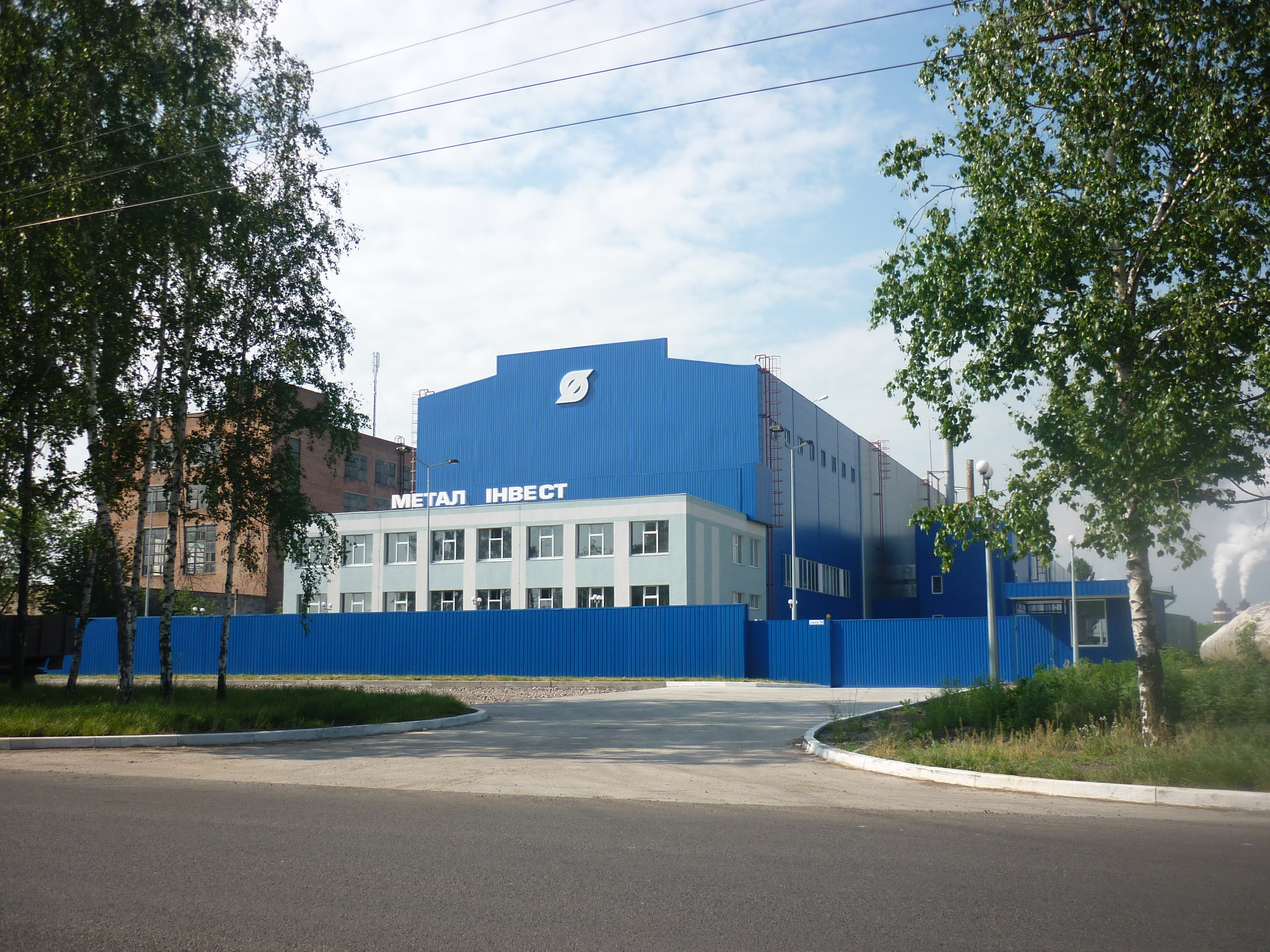
Завод цинкування "Метал Інвест"